# جلباب
الجلباب (الجمع: جلابيب) هو ثوب أوسع من الخمار دون الرداء تغطي به الامرأة رأسها وصدرها. وقيل هو ثوب واسع دون الملحفة تلبسه المرأة. وقيل هو الملحفة، و الجلباب هو زي قديم جداً يعود لأصول أمازيغية، حيث يعتبر الجلباب من الزي الرسمي للمملكة المغربية يتم ارتداؤه في العديد من المحافل والمناسبات، فالجلباب المغربي يتميز بقصاته الفريدة التي تطورت عبر العصور، مع حفاظه على بصمته التراثية المغربية التي تميزه عن باقي الألبسة التقليدية في المنطقة، وهو ما يجعل منه جزء أصيل من التراث المغربي.
قالت جنوب أخت عمرو ذي الكلب ترثيه:
وقيل عن الجلباب: هو ماتغطي به المرأة الثياب من فوق كالملحفة، وقيل هو الخمار. وفي حديث أم عطية: «لِتُلبِسها صاحبتها من جلبابها» أي لحافها، وهذا يدل على أن الجلباب كبير يكفي اثنتين. وقد تَجَلْبَبَ. وقيل في وصف الشيب:
وفي التنزيل:«يُدْنينَ عليهِنَّ من جلابيبهن». قال ابن السكيت: قالت ليلى العامرية: الجلباب الخمار، وقيل: جلباب المرأة مُلاءَتُها التي تشتمل بها، واحدها جلباب وجمعها جلابيب. وفي حديث علي: «من أحبنا أهل البيت فليعد للفقر جلبابا». وقال ابن الأعرابي: الجلباب هو الإزار. قال: ومعنى قوله: «فليعد للفقر» يريد لفقر الآخرة أو نحو ذلك. وقال الأزهري عن قول ابن الأعرابي: «الجلباب هو الإزار»، أنه لم يرد به إزار الحقو، ولكنه أراد إزارا يشتمل به فيُجَلِّل جميع الجسد، وكذلك إزار الليل، وهو الثوب السابغ الذي يشتمل به النائم فيغطي جسده كله. وقيل هو كالمِقْنعة تغطي به المرأة رأسها وظهرها وصدرها، والجمع جلابيب.

## لباس رياضي
طورت شركة نايكي نوعاً جديداً من الجلباب الرياضي. يسمح للنساء بلعب الكرة الطائرة مع احترام أسلوب الملابس الاسلامي.

## التعريف الإندونيسي
كلمة جلباب في إندونيسيا تُستخدم للإشارة إلى الحجاب (تودونغ) بدلاً من الرداء الطويل والفضفاض.